# 22 (pjesma)
"22" je četvrti singl (u nekim zemljama drugi ili treći) britanske kantautorice Lily Allen skinut s njenog drugog studijskog albuma It's Not Me, It's You, a bit će objavljen 24. kolovoza 2009.

## O pjesmi
Tekst pjesme govori o životu djevojke koja ima 30 godina. Pjesme "22" te "I Could Say" u Portugalu se koriste u reklami za Samsung Star s523. Lily je za magazin Observer Music u prosincu 2008. izjavila

## Uživo izvedbe
Pjesma se nalazi na popisu onih koje se izvode na njenoj debitantskoj turneji The Brilly-Allent Tour. Pjesmu je izvela uživo i 22. listopada na BBC Radio 1 u emisiji "Big Weekend", te na T-Mobile INmusic festivalu u Zagrebu 24. lipnja

## Popis pjesama

### CD singl
1. "22"
2. "Not Fair" (remiks Far Too Louda)

### 7"
1. "22"
2. "22" (remiks The Big Pinka)

## Videospot
Videospot za pjesmu "22" snimljen je u istočnom dijelu Londona u Engleskoj 1. lipnja 2009. Brianski magazini Daily Mirror i Digital Spy objavili su da se Lily u videu pojavljuje odjevena u haljinu obojanu u čokoladu s novom frizurom i s preko 20 plesača.
Tijekom snimanja Lily je snimila dokumentarac o snimanju videa koji je prikazan 11. srpnja.
U videu se Lily prvo prikazuje kako se dotjeruje u klubu. Prvi dio pjesme pjeva gledajući u zrcalo okružena ženama koje si dotjeruju frizuru. Nakon takve dotjerane Lily prikazuju pravu Lily raščupane kose te se pita gdje je sve pošlo po zlu. Nakon toga ju jedan dečko pozove na ples. Pred kraj pjesme Lily je ponovno mlada te vidi svoj stariji odraz u zrcalu.

## Top ljestvice
| Top ljestvice (2009.) | Najviša pozicija |
| --------------------- | ---------------- |
| Australija            | 12               |
| Belgija (Valonija)    | 43               |
| Belgija (Valonija)    | 34               |
| Europa                | 43               |
| Hrvatska              | 2                |
| Irska                 | 12               |
| Novi Zeland           | 28               |
| Velika Britanija      | 14               |